# Rick Remender
Rick Remender (nascido em 6 de fevereiro de 1972) é um escritor, showrunner e produtor americano. Nos quadrinhos, ele é mais conhecido por seu trabalho em Image Comics, como Deadly Class, Black Science, LOW, Seven to Eternity, Tokyo Ghost bem como Uncanny X-Force da Marvel Comics, Capitão América e Uncanny Avengers. Em videogames, ele escreveu sobre Dead Space da EA e Bulletstorm da Epic Games.

## História
Ainda nos estágios iniciais de sua carreira, Remender trabalhou na animação em filmes como O Gigante de Ferro, Anastasia, Titan A.E. e The Adventures of Rocky and Bullwinkle.
De 2007 a 2009, Remender estava trabalhando na série The End League da Dark Horse Comics, além de lançar uma série de robôs gigantes Gigantic, ele também relançou Fear Agent e iniciou, para a Image Comics, uma nova minissérie de terror XXXombies e Sorrow. Ele se tornou coautor de Punisher War Journal com Matt Fraction da edição # 19 a 25 e, em seguida, foi o escritor principal da nova e oitava série do Punisher. Em abril de 2009, Remender assinou um contrato exclusivo de redação com a Marvel Comics, mas ainda conseguiu lançar a série The Last Days of American Crime através da Radical Comics. No final de 2010, ele lançou o novo título Uncanny X-Force. que serviu de inspiração para Deadpool 2.
Enquanto estava na Marvel, ele criou os Uncanny Avengers com John Cassaday e o novo Capitão América com Stuart Immonen que serviu de inspiração para o final de Avengers: Endgame.
De 2013 a 2019, Remender produziu várias séries de propriedade do criador, como Tokyo Ghost com Sean Murphy, Black Science com Matteo Scalera, Deadly Class com Wes Craig, LOW com Greg Tocchini e Seven to Eternity com Jerome Opeña.
Em 2017, ele atuou como showrunner dos Irmãos Russo e da produção televisiva de sua série Deadly Class. Nesse mesmo ano, ele lançou seu próprio selo, Giant Generator, na Image Comics e uma produtora de mesmo nome.
Em 2019, The Last Days of American Crime foi transformado em um longa-metragem para a Netflix.

## Publicações

### Image Comics
- Fear Agent (2005-2007)
- XXXombies (2008)
- Black Science (2013-2019)
- Deadly Class (2014-2021)
- LOW (2014-2021)
- Tokyo Ghost (2015-2016)
- Seven to Eternity (2016-2021)
- Death or Glory (2018-2020)
- Sea of Red (2006-2006)
- Strange Girl (2005-2008)

### Dark Horse Comics
- Fear Agent (2007-2011)
- The End League (2008-2009)
- Gigantic (2008-2010)

### Marvel Comics
- Deadpool
- Uncanny X-Force (2011)
- Uncanny Avengers (2015)
- Punisher (2012)
- Thunderbolts (2009)
- Venom (2011-2012)
- Wolverine
- Magneto (2014)
- Avengers vs X-Men: AXIS (2014)
- All-New Captain America (2014 – 2015)
- Avengers: Rage of Ultron (2015)
- Hail Hydra (2015)

### DC Comics
- The All-New Atom (2008)